# Blumenavia
Blumenavia — рід грибів родини веселкові (Phallaceae). Класифіковано у 1895 році.

## Класифікація
До роду Blumenavia відносять 4 види:
- Blumenavia angolensis
- Blumenavia rhacodes
- Blumenavia toribiotalpaensis
- Blumenavia usambarensis